# 김규찬
김규찬(金奎燦, 1961년 10월 11일, 경상북도 상주시 ~ )은 대한민국의 제6·7대 인천광역시 중구의원(진보정당 소속)이었다. 현재 정당 더불어민주당이다.

## 학력
- 단국대학교 공과대학 전기공학과 졸업

## 경력
- 한국전력공사 10년 근무
- 인천국제공항공사 노동조합위원장
- 인천공항고속도로 통행료인하추진위원회 제1·3·4대 위원장
- 인천 내항8부두 시민광장조성추진위원회 공동대표
- 2010.07 ~ 2014.06 제6대 인천광역시 중구의회 의원(진보신당)
- 2013.02 ~ 2015.08 노동당 인천시당 위원장
- 인천아파트연합회 부회장(인천 중구지회장)
- 세계평화의숲 추진협의회 주민대표위원
- 영종-청라 제3연륙교 건설추진위원회 위원장
- 영종도 제3연륙교 건설투쟁위원회 공동대표
- 정의당 인천시당 공동위원장
- 2014.07 ~ 2018.06 제7대 인천광역시 중구의회 의원(노동당)
- 2014 제7대 인천광역시 중구의회 행정사무감사 위원장
- 2016.07 ~ 2018.06 제7대 인천광역시 중구의회 후반기 주민복지건설위원회 위원장
- 2021~2022.07 인천국제공항노동조합연맹 지도위원
- 2022.09~2023.11 영종국제도시총연합회 상임대표
- 전)영종국제도시 무료통행 시민추진단 공동대표
- 전)영종국제도시 소각장 주민책위원회 공동위원장
- 현)더불어민주당 인천광역시당 중구강화군옹진군 지역위 노동위원장
- 더불어민주당 제22대 국회의원선거 출마예정자(인천 중구강화군옹진군)
- 조택상후보로 단일화

## 수상
- 2012년 시민일보사 제정 제10회 의정활동 대상 수상

## 역대 선거 결과
|  | 19.96% |

|  | 20.51% |

|  | 13.76% |

## 참고 자료
- 공식 블로그
- 김규찬 - 페이스북

| 전임 (비대위원)강상구·김종철·심재옥·김선아 | 진보신당 비상대책위원회 위원 2012년 12월 22일 ~ 2013년 2월 1일 | 후임 박은지·이봉화·정진우·장석준 |